# Копальня Кардона
Копальня Кардона — гірничодобувний майданчик на північному сході Іспанії у муніципалітеті Кардона, створений для видобутку калійних солей.
Видобуток харчової солі почався в долині Саліна-де-Кардона ще в давні часи. Втім, до промислових масштабів дійшло лише в 1902 році з заснуванням шахти «Pozo del Duque». Далі майже три десятиліття промисел займався розробкою лише хлориду натрію, допоки в 1929-му не взялись за вилучення розташованих на значній глибині покладів калійних солей. Останній проєкт реалізувала хімічна компанія Unión Española de Explosivos (UEE, вела походження від заснованого Альфредом Нобелем заводу вибухівки у Більбао), яка придбала права на район Саліна-де-Кардона в 1923 році (в 1970-му UEE об'єднається з гірничодобувною Compañía Española de Minas de Río Tinto в нову компанію Explosivos Rio Tinto (ERT)).
Основними елементами калійної копальні «Н'євес» (Nieves) стали два шахтні стовбури:
- «Марія-Тереза», що використовувався до 1972-го та в підсумку досягнув глибини у 720 метрів;
- «Альберто», який довели до глибини у 1000 метрів.
Що стосується «Pozo del Duque», то її закрили в 1934-му через затоплення.
У 1960-х роках споживачем частини продукції копальні став належний тому ж власнику завод добрив у Картагені, що розпочав продукування такого добрива, як сульфат калію.
У 1971-му на додачу до стовбурів ввели в дію транспортний ухил «Сан-Онофре», який мав довжину 5 кілометрів та в підсумку досягнув глибини у 1207 метрів. Тут пласти вже залягають майже вертикально, тому з урахуванням створених у них камер загальна глибина копальні перевищила 1308 метрів. З глибини у 920 метрів починався конвеєр, що прямував по ухилу та досягав збагачувальної фабрики.
Наприкінці 1980-х на тлі кризових явищ в іспанській промисловості добрив відбулось злиття ERT з іншою великою хімічною компанією Cros у концерн Ercros, який з самого початку мав серйозні проблеми з підтримкою своєї діяльності. При цьому ще в 1985-му почалось надходження води в підземні виробітки через ухил «Сан-Онофре», так що в 1990-му з огляду на цю проблему та високу собівартість робіт калійна копальня «Н'євес» припинила роботу, видавши з 1929-го майже 38 млн тонн.
Втім, у каталонському соленосному басейні під час розробки на калій вилучають ще більший обсяг інших солей, передусім хлориду натрію. Ці відходи традиційно складували у териконах, при цьому в Кардоні їх утворилось два — «Vieja» (діяв з самого початку робіт в 1929-му) та «Nuova» (почав формуватись в 1972-му). Після закриття калійного напрямку власники копальні звернули увагу на ці об'єкти і в 1991-му узялись розробляти «Nuova». Крім того, в 1993-му запустили проєкт неглибокої шахти «Лас-Салінас», що також мала продукувати хлорид натрію. Таке рішення було особливо обґрунтоване з огляду на те, що на початку 1990-х Ercros практично збанкрутував та втратив весь напрям виробництва добрив, проте зміг втримати за собою кілька майданчиків, що займались хімією хлору. Таким чином, видобутий в Кардоні хлорид натрію був базовою сировиною для електролізних заводів у Фліксі та Таррагоні.
Станом на кінець 1990-х потужність майданчику по хлориду натрію становила 520 тисяч тонн на рік, при цьому по 2008-й вилучили 10 млн тонн.
У 2011 році терикон «Nuova» був фактично відпрацьований, втім, ще з 2008-го почалась розробка терикона «Vieja».
У 2017-му на тлі неминучого закриття електролізного майданчику у Фліксі оголосили про істотні звільнення робітників копальні Кардона.